# Georges Cadoudal
Georges Cadoudal (Brech, Bretagne, 1771. január 1. – Párizs, 1804. június 25.), néha egyszerűen csak Georges, francia politikus, a francia forradalom idején a „huhogók” vezetője, kivégezték. 1814-től (posztumusz) Franciaország marsallja. 

## Élete
Brech-ben született, miután befejezte az iskoláit, hű maradt a királyhoz és katolikus hitéhez a forradalom idején. 1793-ban a lázadás élére állt Morbihanban a Nemzeti Konvent ellen az első köztársaság idején. Ezt hamar leverték, majd csatlakozott a Vendée-ban kitört felkeléshez, részt vett a Le Mans és Savenay körüli harcokban ugyanezen év decemberében.
Morbihanba visszatérve Cadoudalt letartóztatták, és Brestben bebörtönözték. Sikerült megszöknie, és újra kezdte harcát a forradalom ellen. Annak ellenére, hogy pártja vereséget szenvedett, és hogy kénytelen volt többször is Angliába menekülni, Cadoudal nem adta fel a harcot, és királypárti összeesküvést szervezett Lajos Szaniszlónak, Provence grófjának a trónra ültetésére. Nem volt hajlandó egyezkedni a kormánnyal, bár Napoléon Bonaparte, az Első Konzul több ajánlatot tett neki, mert csodálta elszántságának örökké lobogó tüzét.
1800-tól már esélye sem volt a nyílt háborúnak, így összeesküvés szervezésébe kezdett. Decemberben közvetve részt vett Pierre Saint-Regent merényletében az első konzul ellen, és Angliába menekült újra.
1803-ban tért vissza Franciaországba, hogy újra megkíséreljen egy összeesküvést Bonaparte ellen. Bár névlegesen rendőri felügyelet alatt állt, sikerült hat hónapig szervezkednie, végül letartóztatták. Bűnösnek találták és halálra ítélték. Nem volt hajlandó kegyelmet kérni, tizenegy társával együtt lenyakazták.
1814-ben, a Bourbon-restauráció után a Franciaország marsallja kitüntető címet adományozták neki, posztumusz elismerésként.